# Neophaedon sichuanicus
Neophaedon sichuanicus – gatunek chrząszcza z rodziny stonkowatych i podrodziny Chrysomelinae.
Gatunek ten opisany został w 2006 roku przez Igora K. Łopatina na podstawie pojedynczej samicy.
Chrząszcz o wydłużonym, dość wypukłym ciele długości 3,16 mm. Ubarwiony umiarkowanie połyskująco ciemnoniebiesko z aparatem gębowym i nasadowymi członami czułków rudymi, udami i resztą czułków niebieskimi, a goleniami i stopami ciemnobrązowymi. Punkty na czole i ciemieniu drobne i gęste, na przednio-bocznej płytce zapiersia stosunkowo gęste, na sternitach odwłoka gęste i duże. Pokrywy o rzędach złożonych z punktów dużych i gęsto rozmieszczonych, a międzyrzędach delikatnie i rzadko punktowanych. Tylnych skrzydeł brak.
Owad znany tylko z gór Qunlaishan, z Syczuanu w Chinach.